# Angelo Lanzoni
Angelo Lanzoni (Pavia, 9 marzo 1851 – 2 agosto 1919) è stato un ingegnere e imprenditore italiano, ricordato come un pioniere della realizzazione del calcestruzzo armato.

## Biografia

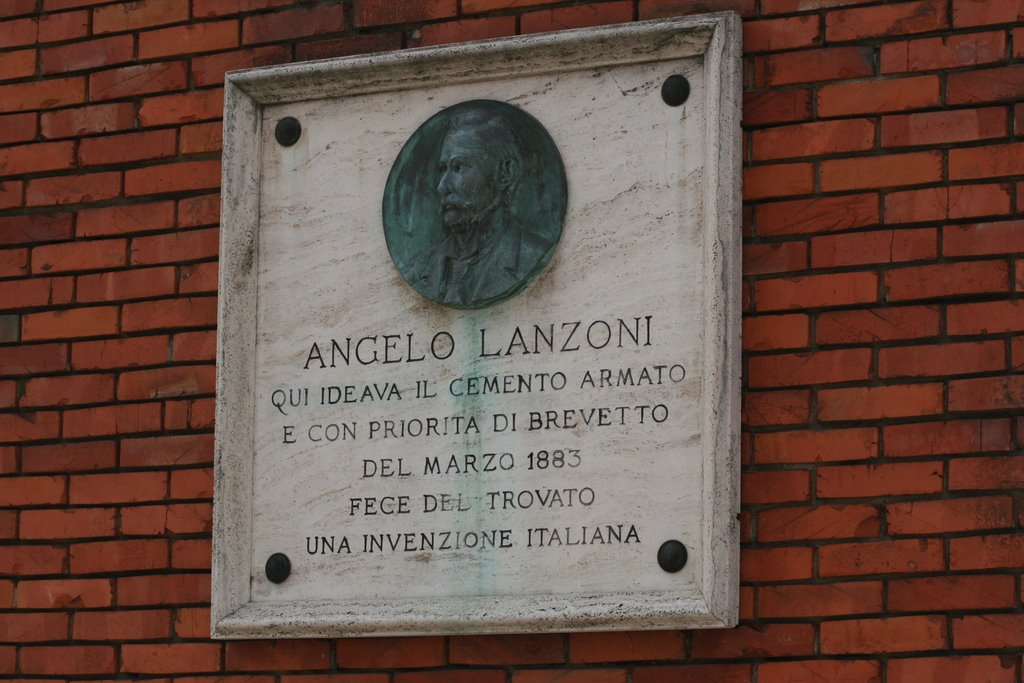
Lapide dedicata all'ingegner Angelo Lanzoni collocata sul palazzo di Via Indipendenza al civico 82 a Pavia. La lapide lo ricorda come inventore del cemento armato tramite suo brevetto del marzo 1883.

Nato a Pavia da Luigi Lanzoni (Pavia, 1821 - Cremona, 1892) ed Elena Broglio (1821-1876), l’ingegner Angelo Lanzoni fu uno dei più importanti pionieri della costruzione del calcestruzzo armato.
In seguito ai suoi studi in merito, nel 1883, con anticipo su altri ricercatori del settore, ottenne un brevetto che di fatto fece del nuovo ritrovato una invenzione italiana.
Nel 1882 fondò una ditta che portava il suo nome e in seguito venne nominato Cavaliere del lavoro. Ricoprì la carica di presidente della Camera di Commercio di Pavia.
Angelo Lanzoni non si sposò e non ebbe figli; è sepolto nella tomba di famiglia presso il Cimitero monumentale di Pavia.

## Il brevetto del calcestruzzo armato
L'ingegner Angelo Lanzoni è ricordato a Pavia con una lapide collocata sul palazzo di via Indipendenza al civico 82 su cui si trova scritto: «Angelo Lanzoni qui ideava il cemento armato e con priorità di brevetto del marzo 1883 fece del trovato una invenzione italiana».
l'invenzione del primo «calcestruzzo rinforzato» è generalmente attribuita alla scoperta fortuita di un giardiniere parigino di nome Joseph Monier che, nel tentativo di produrre vasi da fiori in litocemento, avrebbe notato che la gabbia di metallo usata per trattenere e modellare la miscela di cemento dimostrava la proprietà di non staccarsi facilmente dal calcestruzzo stesso. Il 16 luglio 1867 Monier depositò il brevetto per la realizzazione di vasi da fiori con la tecnica dell'«armatura».
Il calcestruzzo armato veniva utilizzato molto nel settore dell'industria navale, prima ancora che fosse impiegato in quello edile.

## Premio del Lavoro e del Progresso Economico (1957)
Nel 1957, nel 75º anniversario della fondazione della sua ditta (1882-1957), tramite la nipote Elena Lanzoni Prevost gli furono in suo ricordo consegnati la Medaglia d’Oro ed il Premio del Lavoro e del Progresso Economico.

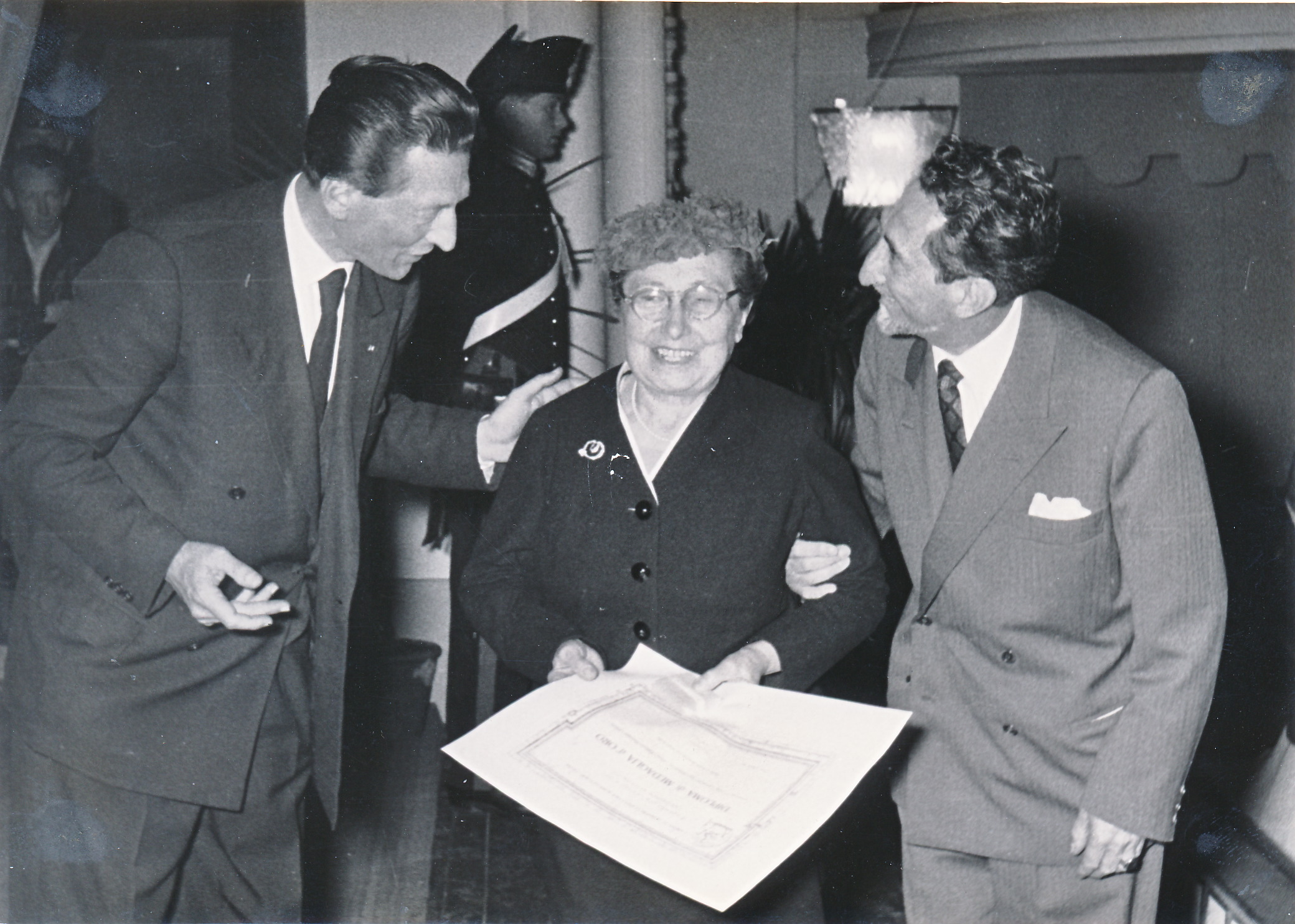
Elena Lanzoni Prevost ritira la Medaglia d'Oro e il Premio del Lavoro e del Progresso Economico per la Ditta dello zio, Ingegnere Angelo Lanzoni, nel 75° anni di fondazione (1882-1957) Pavia, 9 Giugno 1957.

## Onorificenze
Medaglia d'Oro e Premio del Lavoro e del Progresso Economico alla Ditta Ingegnere Angelo Lanzoni nel 75° anni di fondazione (1882-1957)